# Águila (numismática)

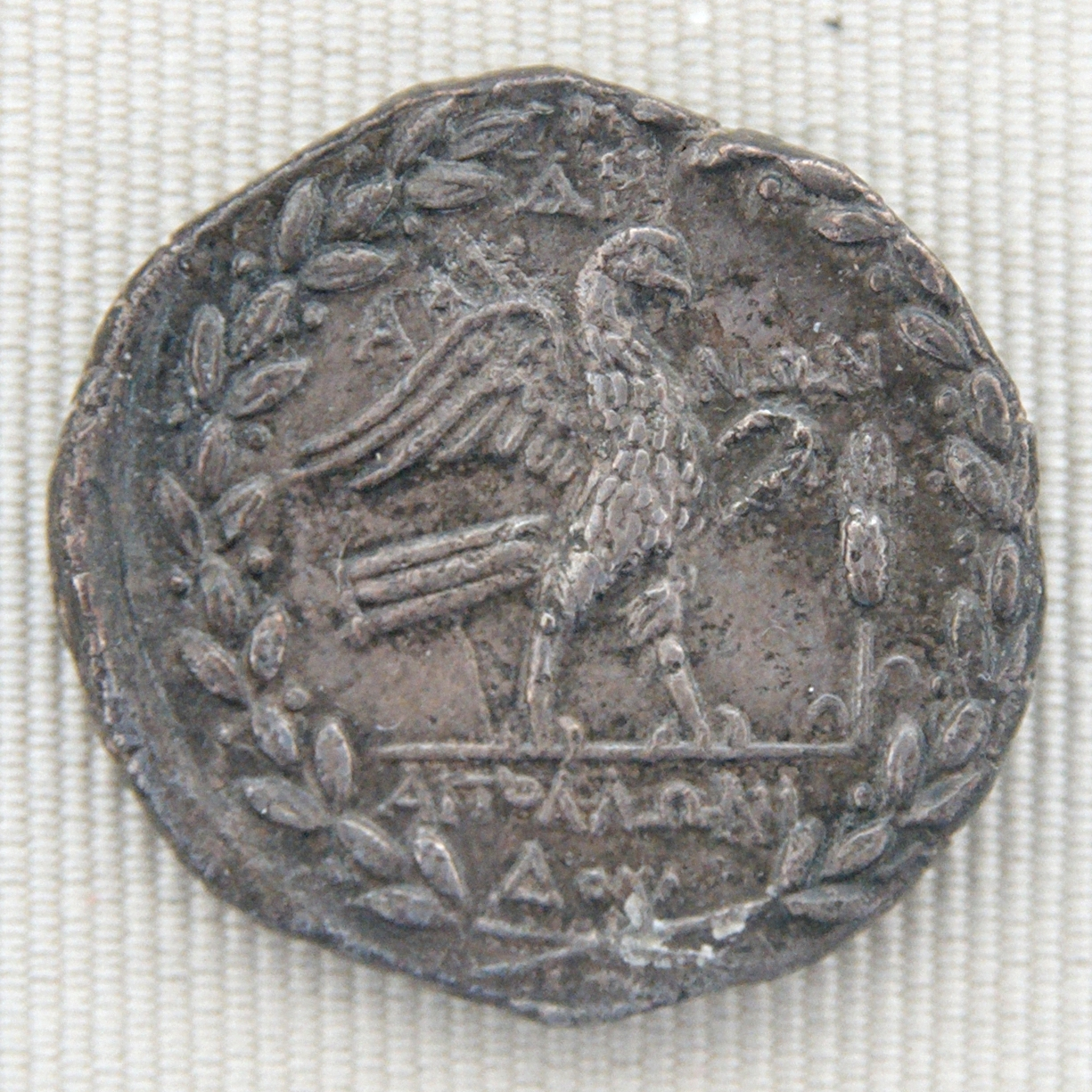
Tetradracma, 160 a. C.-140 a. C.

En numismática, el águila es  signo de la divinidad o del imperio. 
- Un águila con la palabra conserratis es el emblema de la apoteosis para los emperadores
- Si se eleva sobre las nubes con la inscripción Sudum per nubila quœrit, es la divisa de los que adquieren gloria en la soledad
- Si se representa en medio de un cielo borrascoso con las palabras ,Nil fulmina terrent o bien  ni matar me, ni sentar me, es la empresa del valor.

La de Guillermo III, rey de Inglaterra, era un águila mirando al sol fijamente y la inscripción profero